# Idi di marzo (Thornton Wilder)
Idi di Marzo è un romanzo epistolare dello scrittore statunitense Thornton Wilder pubblicato nel 1948. Nelle parole dell'autore, è "un racconto fantastico su alcuni eventi e persone degli ultimi giorni della repubblica nella Roma antica [...] La ricostruzione storica non è fra gli scopi principali di questo lavoro". In ogni caso il romanzo tratta dei personaggi e degli eventi che hanno condotto all'assassinio di Giulio Cesare.
Nel 1948 durante l'annuale raduno della American Booksellers Association l'editore americano Bennett Cerf osservò che c'erano stati "solo tre romanzi pubblicati dall'inizio dell'anno che erano degni di essere letti... Piangi, Terra Amata, Idi di Marzo, e Il Nudo e il Morto. Wilder stesso scrisse una volta che il libro era "una specie di cruciverba" che "comincia a parlare solo alla seconda lettura". Edmund Fuller lo definì "un testo così ricco che richiede di essere esplorato, più che letto".
Il romanzo contiene solo due elementi concreti che non siano di fantasia, e cioè alcune poesie di Catullo e un brano di Svetonio; tuttavia molti degli eventi narrati sono storici: ad esempio, oltre all'uccisione di Cesare, la visita di Cleopatra a Roma. Il libro immagina appunto gli eventi che hanno preceduto l'uccisione di Cesare il 15 marzo del 44 avanti Cristo, ma per arricchire la narrazione vi inserisce fatti significativi precedenti, come se si fossero svolti nello stesso periodo. Ad esempio, la violazione dei misteri della Bona Dea da parte di Publio Clodio Pulchro, il divorzio di Cesare dalla seconda moglie Pompea, e la diffusione di alcune poesie di Catullo in cui si insinuava che Cesare e Mamurra, il suo ingegnere, fossero amanti. Questi fatti sono spostati dal 62 a.C. al 45 a.C. Allo stesso modo, il romanzo tratta come ancora vivi nel 44 a.C. dei personaggi che erano morti prima: Marco Porzio Catone (morto nel 46 a.C.), Clodio Pulchro (52 a.C.), Gaio Valerio Catullo (54 a.C.), Giulia (54 a.C.).
Nell'insieme, si tratta di un'importante interpretazione della personalità di Giulio Cesare, e del suo tempo. Alcuni passi (ad esempio quello di apertura sullo scetticismo di Cesare nei confronti delle superstizioni romane e della funzione del Collegio degli Auguri) sono soprattutto delle vivide ipotesi su come si manifestasse all'epoca un'intelligenza superiore. Così anche tutto il carteggio fra Cesare e l'amico Lucio Mamilio Turrino sull'isola di Capri, eroe di guerra che Cesare ha ricompensato generosamente ma a cui sente di dovere una riconoscenza inestinguibile.
La traduzione in lingua italiana si deve a Fernanda Pivano.